# Liste der Olympiasieger im Basketball/Erfolgreichste Teilnehmer
Diese Liste ist Teil der Liste der Olympiasieger im Basketball. Aufgeführt werden jene Athleten und Athletinnen, die mindestens zweimal Olympiasieger wurden.
- Platz: Reihenfolge der Athleten. Diese wird durch die Anzahl der Goldmedaillen bestimmt. Bei gleicher Anzahl werden die Silbermedaillen verglichen, danach die Bronzemedaillen.
- Name: Name des Athleten
- Land: Land, für das der Athlet startete. Bei einem Wechsel der Nationalität wird das Land genannt, für das der Athlet die letzte Medaille erzielte.
- Von: Erster Medaillengewinn
- Bis: Letzter Medaillengewinn
- Gold: Anzahl der gewonnenen Goldmedaillen
- Silber: Anzahl der gewonnenen Silbermedaillen
- Bronze: Anzahl der gewonnenen Bronzemedaillen
- Gesamt: Anzahl aller gewonnenen Medaillen

## Top 10
| Platz | Name             | Land               | Von  | Bis  | Gold | Silber | Bronze | Gesamt |
| ----- | ---------------- | ------------------ | ---- | ---- | ---- | ------ | ------ | ------ |
| 01    | Diana Taurasi    | Vereinigte Staaten | 2004 | 2024 | 6    | –      | –      | 6      |
| 02    | Sue Bird         | Vereinigte Staaten | 2004 | 2020 | 5    | –      | –      | 5      |
| 03    | Teresa Edwards   | Vereinigte Staaten | 1984 | 2000 | 4    | –      | 1      | 5      |
| 04    | Tamika Catchings | Vereinigte Staaten | 2004 | 2016 | 4    | –      | –      | 4      |
| 04    | Kevin Durant     | Vereinigte Staaten | 2012 | 2024 | 4    | –      | –      | 4      |
| 04    | Sylvia Fowles    | Vereinigte Staaten | 2008 | 2020 | 4    | –      | –      | 4      |
| 04    | Lisa Leslie      | Vereinigte Staaten | 1996 | 2008 | 4    | –      | –      | 4      |
| 08    | Carmelo Anthony  | Vereinigte Staaten | 2004 | 2016 | 3    | –      | 1      | 4      |
| 09    | Seimone Augustus | Vereinigte Staaten | 2008 | 2016 | 3    | –      | –      | 3      |
| 09    | Tina Charles     | Vereinigte Staaten | 2012 | 2020 | 3    | –      | –      | 3      |
| 09    | Katie Smith      | Vereinigte Staaten | 2000 | 2008 | 3    | –      | –      | 3      |
| 09    | Dawn Staley      | Vereinigte Staaten | 1996 | 2004 | 3    | –      | –      | 3      |
| 09    | Sheryl Swoopes   | Vereinigte Staaten | 1996 | 2004 | 3    | –      | –      | 3      |

## Männer
| Platz | Name               | Land               | Von  | Bis  | Gold | Silber | Bronze | Gesamt |
| ----- | ------------------ | ------------------ | ---- | ---- | ---- | ------ | ------ | ------ |
| 01    | Kevin Durant       | Vereinigte Staaten | 2012 | 2024 | 4    | –      | –      | 4      |
| 02    | Carmelo Anthony    | Vereinigte Staaten | 2004 | 2016 | 3    | –      | 1      | 4      |
| 03    | LeBron James       | Vereinigte Staaten | 2004 | 2024 | 3    | –      | 1      | 4      |
| 03    | David Robinson     | Vereinigte Staaten | 1988 | 1996 | 2    | –      | 1      | 3      |
| 05    | Bam Adebayo        | Vereinigte Staaten | 2020 | 2024 | 2    | –      | –      | 2      |
| 05    | Charles Barkley    | Vereinigte Staaten | 1992 | 1996 | 2    | –      | –      | 2      |
| 05    | Devin Booker       | Vereinigte Staaten | 2020 | 2024 | 2    | –      | –      | 2      |
| 05    | Kobe Bryant        | Vereinigte Staaten | 2008 | 2012 | 2    | –      | –      | 2      |
| 05    | Anthony Davis      | Vereinigte Staaten | 2020 | 2024 | 2    | –      | –      | 2      |
| 05    | Patrick Ewing      | Vereinigte Staaten | 1984 | 1992 | 2    | –      | –      | 2      |
| 05    | Draymond Green     | Vereinigte Staaten | 2016 | 2020 | 2    | –      | –      | 2      |
| 05    | Burdette Haldorson | Vereinigte Staaten | 1956 | 1960 | 2    | –      | –      | 2      |
| 05    | Jrue Holiday       | Vereinigte Staaten | 2020 | 2024 | 2    | –      | –      | 2      |
| 05    | Bill Hougland      | Vereinigte Staaten | 1952 | 1956 | 2    | –      | –      | 2      |
| 05    | Michael Jordan     | Vereinigte Staaten | 1984 | 1992 | 2    | –      | –      | 2      |
| 05    | Jason Kidd         | Vereinigte Staaten | 2000 | 2008 | 2    | –      | –      | 2      |
| 05    | Bob Kurland        | Vereinigte Staaten | 1948 | 1952 | 2    | –      | –      | 2      |
| 05    | Karl Malone        | Vereinigte Staaten | 1992 | 1996 | 2    | –      | –      | 2      |
| 05    | Chris Mullin       | Vereinigte Staaten | 1984 | 1992 | 2    | –      | –      | 2      |
| 05    | Chris Paul         | Vereinigte Staaten | 2008 | 2012 | 2    | –      | –      | 2      |
| 05    | Gary Payton        | Vereinigte Staaten | 1996 | 2000 | 2    | –      | –      | 2      |
| 05    | Scottie Pippen     | Vereinigte Staaten | 1992 | 1996 | 2    | –      | –      | 2      |
| 05    | John Stockton      | Vereinigte Staaten | 1992 | 1996 | 2    | –      | –      | 2      |
| 05    | Jayson Tatum       | Vereinigte Staaten | 2020 | 2024 | 2    | –      | –      | 2      |
| 05    | Deron Williams     | Vereinigte Staaten | 2008 | 2012 | 2    | –      | –      | 2      |

## Frauen
| Platz | Name                         | Land               | Von  | Bis  | Gold | Silber | Bronze | Gesamt |
| ----- | ---------------------------- | ------------------ | ---- | ---- | ---- | ------ | ------ | ------ |
| 01    | Diana Taurasi                | Vereinigte Staaten | 2004 | 2024 | 6    | –      | –      | 6      |
| 02    | Sue Bird                     | Vereinigte Staaten | 2004 | 2020 | 5    | –      | –      | 5      |
| 03    | Teresa Edwards               | Vereinigte Staaten | 1984 | 2000 | 4    | –      | 1      | 5      |
| 04    | Tamika Catchings             | Vereinigte Staaten | 2004 | 2016 | 4    | –      | –      | 4      |
| 04    | Sylvia Fowles                | Vereinigte Staaten | 2008 | 2020 | 4    | –      | –      | 4      |
| 04    | Lisa Leslie                  | Vereinigte Staaten | 1996 | 2000 | 4    | –      | –      | 4      |
| 07    | Seimone Augustus             | Vereinigte Staaten | 2008 | 2016 | 3    | –      | –      | 3      |
| 07    | Tina Charles                 | Vereinigte Staaten | 2012 | 2020 | 3    | –      | –      | 3      |
| 07    | Brittney Griner              | Vereinigte Staaten | 2016 | 2024 | 3    | –      | –      | 3      |
| 07    | Katie Smith                  | Vereinigte Staaten | 2000 | 2008 | 3    | –      | –      | 3      |
| 07    | Dawn Staley                  | Vereinigte Staaten | 1996 | 2004 | 3    | –      | –      | 3      |
| 07    | Breanna Stewart              | Vereinigte Staaten | 2016 | 2024 | 3    | –      | –      | 3      |
| 07    | Sheryl Swoopes               | Vereinigte Staaten | 1996 | 2004 | 3    | –      | –      | 3      |
| 014   | Katrina McClain              | Vereinigte Staaten | 1988 | 1996 | 2    | –      | 1      | 3      |
| 15    | Olga Baryschewa-Korosteljowa | Sowjetunion        | 1976 | 1980 | 2    | –      | –      | 2      |
| 15    | Ruthie Bolton                | Vereinigte Staaten | 1996 | 2000 | 2    | –      | –      | 2      |
| 15    | Swin Cash                    | Vereinigte Staaten | 2004 | 2012 | 2    | –      | –      | 2      |
| 15    | Napheesa Collier             | Vereinigte Staaten | 2020 | 2024 | 2    | –      | –      | 2      |
| 15    | Anne Donovan                 | Vereinigte Staaten | 1984 | 1988 | 2    | –      | –      | 2      |
| 15    | Nelli Ferjabnikowa           | Sowjetunion        | 1976 | 1980 | 2    | –      | –      | 2      |
| 15    | Chelsea Gray                 | Vereinigte Staaten | 2020 | 2024 | 2    | –      | –      | 2      |
| 15    | Yolanda Griffith             | Vereinigte Staaten | 2000 | 2004 | 2    | –      | –      | 2      |
| 15    | Jewell Loyd                  | Vereinigte Staaten | 2020 | 2024 | 2    | –      | –      | 2      |
| 15    | Angel McCoughtry             | Vereinigte Staaten | 2012 | 2016 | 2    | –      | –      | 2      |
| 15    | Nikki McCray                 | Vereinigte Staaten | 1996 | 2000 | 2    | –      | –      | 2      |
| 15    | DeLisha Milton-Jones         | Vereinigte Staaten | 2000 | 2008 | 2    | –      | –      | 2      |
| 15    | Maya Moore                   | Vereinigte Staaten | 2012 | 2016 | 2    | –      | –      | 2      |
| 15    | Tatjana Sacharowa-Nadyrowa   | Sowjetunion        | 1976 | 1980 | 2    | –      | –      | 2      |
| 15    | Tatjana Owetschkina          | Sowjetunion        | 1976 | 1980 | 2    | –      | –      | 2      |
| 15    | Candace Parker               | Vereinigte Staaten | 2008 | 2012 | 2    | –      | –      | 2      |
| 15    | Kelsey Plum                  | Vereinigte Staaten | 2020 | 2024 | 2    | –      | –      | 2      |
| 15    | Angelė Rupšienė              | Sowjetunion        | 1976 | 1980 | 2    | –      | –      | 2      |
| 15    | Nadeschda Schuwajewa-Olchowa | Sowjetunion        | 1976 | 1980 | 2    | –      | –      | 2      |
| 15    | Uļjana Semjonova             | Sowjetunion        | 1976 | 1980 | 2    | –      | –      | 2      |
| 15    | Olga Sucharnowa              | Sowjetunion        | 1976 | 1980 | 2    | –      | –      | 2      |
| 15    | Tina Thompson                | Vereinigte Staaten | 2004 | 2008 | 2    | –      | –      | 2      |
| 15    | Lindsay Whalen               | Vereinigte Staaten | 2012 | 2016 | 2    | –      | –      | 2      |
| 15    | A’ja Wilson                  | Vereinigte Staaten | 2020 | 2024 | 2    | –      | –      | 2      |
| 15    | Jackie Young                 | Vereinigte Staaten | 2020 | 2024 | 2    | –      | –      | 2      |